# Represalia por la masacre de Trelew
La represalia por la masacre de Trelew se refiere a las acciones de armas que llevaron a cabo organizaciones guerrilleras invocando que eran como represalia por el asesinato de militantes presos en la Base Aeronaval Almirante Zar perteneciente a la Armada Argentina, ocurrida el 15 de agosto de 1972. Estas acciones incluyeron el asesinato de tres militares y cinco policías argentinos, un político retirado y, al parecer, un ejecutivo.

## Masacre de Trelew
El 15 de agosto de 1972, durante la dictadura del teniente general Alejandro Agustín Lanusse, 25 presos pertenecientes al Ejército Revolucionario del Pueblo; las Fuerzas Armadas Revolucionarias y Montoneros, se fugaron del penal de Rawson en la provincia de Chubut. Seis de ellos lograron llegar a Chile y los 19 restantes se entregaron cuando estaban rodeados sin posibilidad de escape, luego de acordar públicamente garantías para su integridad física. El 22 de agosto, los 19 prisioneros fueron fusilados en la Base Aeronaval Almirante Zar y solo tres sobrevivieron. A los pocos días, en una improvisada conferencia de prensa en Cuba, tres de los fugados, Mario Roberto Santucho, Marcos Osatinsky y Fernando Vaca Narvaja, afirmaron que aquellos asesinatos habían sido una «salvaje y desesperada respuesta de la dictadura» a los reclamos populares, reafirmaron, con la consigna «la sangre derramada no será negociada» que seguirían en la lucha «hasta la victoria final» y que «la unidad de los revolucionarios, sellada con sangre en Trelew» sería el legado a conservar por las organizaciones armadas de izquierda.
Se fueron produciendo hechos de violencia que incluyeron el asesinato de tres militares y cinco policías argentinos, un político retirado y, al parecer, un ejecutivo, invocando que eran represalias por los muertos de la base de Trelew, durante la dictadura militar precedida por Lanusse y de las Presidencias de Héctor José Cámpora, Juan Domingo Perón y María Estela Martínez de Perón. Además, en su libro Soldados de Peron, Richard Gillespie afirma que dos pelotones de Montoneros fueron nombrados Mariano Pujadas y Susana Lesgart, en memoria a dos de los guerrilleros asesinados en aquella oportunidad.
En 2012, la justicia argentina declaró esos fusilamientos como «crímenes de lesa humanidad» y condenaron a prisión perpetua a los militares involucrados.

## Los secuestros y asesinatos
El 28 de diciembre de 1972, cuatro guerrilleros de la FAR asesinaron al almirante Emilio Rodolfo Berisso afuera de un supermercado en Lomas de Zamora (provincia de Buenos Aires). El 30 de marzo, el conscripto de la Armada Argentina Julio César Provenzano —afín al ERP— murió al estallar una bomba que colocaba en el Edificio Libertad, sede de la Armada. El 3 de abril de 1973, guerrilleros del ERP secuestraron al contraalmirante Francisco Agustín Alemán, como parte de sus acciones de represalia por la masacre de Trelew, y, al día siguiente, militantes de Montoneros pertenecientes a los pelotones Mariano Pujadas y Susana Lesgart, mataron al coronel Héctor Alberto Iribarren, jefe de inteligencia del III Cuerpo de Ejército. El 30 de abril de 1973, guerrilleros del ERP asesinaron al vicealmirante Hermes Quijada, exjefe del Estado Mayor Conjunto de las Fuerzas Armadas, reputado como uno de los responsables de la masacre. Víctor José Fernández Palmeiro, uno de los atacantes, fue mortalmente herido durante el hecho por el conductor del vehículo de Quijada. En el primer aniversario de la masacre de Trelew, 150 manifestantes fueron detenidos y cuatro policías resultaron heridos, al ser alcanzados al parecer por bombas de gasolina. El 15 de julio de 1974, integrantes de Montoneros asesinaron al exministro del Interior Arturo Mor Roig. El contraalmirante Horacio Mayorga afirmaría que él también fue el blanco de los guerrilleros durante de este periodo:

Intentaron secuestrar a mi hija, ellos fueron a buscarla en la escuela. Ellos dispararon contra las guardias al frente de mi casa, y me hicieron saber en Puerto Belgrano que un guerrillero del ERP había hecho amistad con mi empleada domestica en la clase de Biblia en la iglesia justo al lado con el fin de colocar una bomba, tal como lo había pasado a Cardozo.

En el segundo aniversario de la masacre, guerrilleros del ERP atacaron una estación de policía en Virreyes e hirieron gravemente a un policía. Ese mismo día una docena de bombas fueron detonadas en Córdoba y La Plata. En la víspera del tercer aniversario, más de 200 guerrilleros liderados por Enrique Gorriarán Merlo, atacan el 20 de agosto a la jefatura de la Policía de Córdoba, en represalia por la ejecución en masa en Trelew, matando a cinco policías (sargento Juan Carlos Román, cabo Rosario del Carmen Moyano y los agentes Luis Rodolfo López, Jorge Natividad Luna y Juan Antonio Díaz), hiriendo a cuatro. El 22 de agosto de 1975, conmemorando un nuevo aniversario de la masacre de Trelew, Montoneros hizo estallar en todo el país más de cien bombas, y, al mismo tiempo, el pelotón montonero Arturo Lewinger hizo explotar una carga explosiva adentro la sala de motores del destructor ARA Santísima Trinidad. Se producen daños importantes en el casco, que retrasaron su terminación. En el cuarto aniversario de los asesinatos en Trelew, dos autobuses llenos de militantes atacan una estación de policía en el suburbio de Florencia Varela de Buenos Aires y militantes en otras lugares hacen explotar 10 bombas en las esquinas de calles y estaciones de metro, hiriendo a tres personas. El 25 de agosto de 1976, Montoneros asesinan en Córdoba al ejecutivo de la empresa FIAT Carlos Berconetti.